# Szymki (Biała Piska)
Szymki [ˈʂɨmkʲi] (deutsch Symken, 1938 bis 1945 Simken) ist ein kleiner Ort in der polnischen Woiwodschaft Ermland-Masuren und gehört zur Gmina Biała Piska (Stadt- und Landgemeinde Bialla, 1938 bis 1945 Gehlenburg) im Powiat Piski (Kreis Johannisburg).

## Geographische Lage
Szymki liegt im südlichen Osten der Woiwodschaft Ermland-Masuren, 14 Kilometer südöstlich der Kreisstadt Pisz (deutsch Johannisburg).

## Geschichte

### Ortsgeschichte
Das kleine nach 1736 Schymken, nach 1785 Szimcken, nach 1818 Simbken, bis vor 1912 Adlig Symken und bis 1938 Symken genannte Dorf wurde am 30. Juni 1495 durch den Deutschen Ritterorden als Freigut mit 35 Hufen nach magdeburgischem Recht gegründet. Das Dorf teilte sich Mitte des 19. Jahrhunderts in die Landgemeinde Symken und den Gutsbezirk Symken mit dem Vorwerk Wilhelminental, beide nannten sich später Adlig Symken. Am 8. April 1874 wurde Symken Amtsdorf und damit namensgebend für einen Amtsbezirk, der – 1938 in „Amtsbezirk Simken“ umbenannt – bis 1945 bestand und zum Kreis Johannisburg im Regierungsbezirk Gumbinnen (ab 1905: Regierungsbezirk Allenstein) in der preußischen Provinz Ostpreußen gehörte.
Am 1. Dezember 1910 waren in Symken 180 Einwohner registriert, von denen 87 in der Landgemeinde und 93 im Gutsbezirk wohnten. Am 30. September 1928 wurde der Gutsbezirk in die Landgemeinde Symken und zum gleichen Zeitpunkt das Vorwerk Wilhelminental in die Landgemeinde Kallischken (polnisch Kaliszki) im Amtsbezirk Ruhden (polnisch Ruda) eingegliedert. Die Gesamteinwohnerzahl belief sich 1933 auf 123.
Aufgrund der Bestimmungen des Versailler Vertrags stimmte die Bevölkerung im Abstimmungsgebiet Allenstein, zu dem Symken gehörte, am 11. Juli 1920 über die weitere staatliche Zugehörigkeit zu Ostpreußen (und damit zu Deutschland) oder den Anschluss an Polen ab. In Symken stimmten 60 Einwohner für den Verbleib bei Ostpreußen, auf Polen entfielen keine Stimmen.
Am 3. Juni (amtlich bestätigt am 16. Juli) 1938 änderte man die Schreibweise des Ortsnamens von Symken in „Simken“. 1939 betrug die Einwohnerzahl 142.
Im Jahre 1945 wurde in Kriegsfolge das gesamte südliche Ostpreußen an Polen überstellt, wovon auch Symken/Simken betroffen war. Der Ort erhielt die polnische Namensform „Szymki“ und ist heute Sitz eines Schulzenamtes (polnisch Sołectwa). Somit ist das Dorf eine Ortschaft im Verbund der Stadt- und Landgemeinde Biała Piska (Bialla, 1938 bis 1945 Gehlenburg) im Powiat Piski (Kreis Johannisburg), bis 1998 der Woiwodschaft Suwałki, seither der Woiwodschaft Ermland-Masuren zugeordnet.

### Amtsbezirk Symken/Simken (1874–1945)
Der 1874 errichtete Amtsbezirk Symken setzte sich anfangs aus elf Dörfern zusammen, 1945 waren es aufgrund von Umstrukturierungen noch acht:
| Name                    | Änderungsname 1938 bis 1945 | Polnischer Name | Bemerkungen                                         |
| ----------------------- | --------------------------- | --------------- | --------------------------------------------------- |
| Bogumillen              | Brödau                      | Bogumiły        |                                                     |
| Grodzisko               | Burgdorf                    | Grodzisko       |                                                     |
| Gruhsen                 |                             | Gruzy           |                                                     |
| Gusken                  |                             | Guzki           |                                                     |
| Jeroschen               |                             | Jerosze         | nach Gruhsen eingemeindet                           |
| Lisken                  |                             | Liski           |                                                     |
| Poseggen                |                             | Pożegi          |                                                     |
| (Adlig) Rakowen, Dorf   | Raken (Ostpr.)              | Rakowo Piskie   |                                                     |
| (Adlig) Rakowen, Domäne | Raken                       | Rakowo          | 1928 in die Landgemeinde Adlig Rakowen eingemeindet |
| (Adlig) Symken, Dorf    | Simken                      | Szymki          |                                                     |
| (Adlig) Symken, Gut     |                             |                 | 1928 in die Landgemeinde Symken eingemeindet        |

Am 1. Januar 1945 bildeten die Dörfer Brödau, Burgdorf, Gruhsen, Gusken, Lisken, Poseggen, Raken (Ostpr.) und Simken den Amtsbezirk Simken.

## Kirche
Bis 1945 war Symken resp. Simken in die evangelische Kirche Kumilsko (1938 bis 1945 Morgen, polnisch Kumielsk) in der Kirchenprovinz Ostpreußen der Kirche der Altpreußischen Union sowie in die römisch-katholische Kirche Johannisburg (polnisch Pisz) im Bistum Ermland eingepfarrt.
Die evangelischen Einwohner von Szymki halten sich heute zur Kirchengemeinde in Biała Piska, einer Filialgemeinde der Pfarrei in Pisz in der Diözese Masuren der Evangelisch-Augsburgischen Kirche in Polen. Katholischerseits gehört Szymki zur Pfarrei Kumielsk im Bistum Ełk der Römisch-katholischen Kirche in Polen.

## Verkehr
Szymki liegt südlich der polnischen Landesstraße 58 und ist von ihr über eine Nebenstraße erreichbar, die bei Kocioł Duży abzweigt und über Rakowo Piskie (Adlig Rakowen, 1938 bis 1945 Raken (Ostpr.)) nach Liski (Lisken) führt. Außerdem endet eine vom Nachbarort Kukły (Kuckeln) kommende Nebenstraße in Szymki. Eine Bahnanbindung existiert nicht.